# Scalesia divisa
Espèce
Synonymes
- Scalesia divisa Andersson[2]
- Scalesia retroflexa Hemsl.[2]
- Scalesia snodgrassii B.L.Rob.[2]

Statut de conservation UICN

 CR B1+2bcde : 
En danger critique
Scalesia divisa est une espèce de plantes à fleurs de la famille des Asteraceae endémique des îles Galápagos.

## Publication originale
- Kongliga Svenska Vetenskaps Academiens Handlingar, Ny Följd 1853: 179. 1855.